# Kosteantînivka, Sarnî
Kosteantînivka (în ucraineană Костянтинівка) este localitatea de reședință a comunei Kosteantînivka din raionul Sarnî, regiunea Rivne, Ucraina.

## Demografie
Componența lingvistică a localității Kosteantînivka
     Ucraineană (98,68%)
     Rusă (1,21%)
Conform recensământului din 2001, majoritatea populației localității Kosteantînivka era vorbitoare de ucraineană (98,68%), existând în minoritate și vorbitori de rusă (1,21%).